# 御免関東上酒
御免関東上酒（ごめんかんとうじょうしゅ）とは、江戸幕府監督のもと、関東の商人や農民が造った関東産の酒である。江戸幕府はこれを下り酒に劣らぬ品質にすることを目標としたが、結果は芳しくなかった

## 背景
大消費地江戸で消費される日本酒はほとんどが下り酒で、さらに下り酒の7割から9割は、摂泉十二郷（せっせんじゅうにごう）と呼ばれる、伊丹や灘の周辺地域で産した酒であった。
いっぽう、現在の関東地方とほぼ等しい関八州では、江戸がその中心地で、また幕府の直轄領が多いにもかかわらず、産業収益率が上方や西国に及ばず、また江戸期の日本経済はおおまかには「西高東低」だった。
関東の地酒である地廻り酒は、江戸の消費者にとり「下り酒」の反対語、「地廻り悪酒」などと悪口を叩かれ「安物の酒」とか「まずい酒」といったニュアンスがあった。江戸の庶民は高価でも下り酒を買い求め、地廻り酒は売れなかった。
江戸の商品需要をかように上方からの下りものに頼ると、輸送費がかかる分だけ江戸では消費者物価が高くなる。また大量の金銀が江戸から流出することにも繋がる。このような状況が続くのは、為政者である幕閣にとっても好ましくないため、寛政2年（1790）から「寛政の改革」で知られる松平定信らを中心に改善が試みられた。

## 内容
幕府は、地廻り酒を下り酒に劣らぬ品質に高めようと計画した。1790年に、下り酒を禁止するとともに武蔵、上総など関東の川沿いの豪商などに酒米を貸与し、上質諸白の日本酒3万樽を造らせた。これが御免関東上酒の始まりである。酒造人は天明の大飢饉などの影響で酒造高を制限されていたため、熱心に取り組んだとされるが、問題が多発した。
日本酒は最終出荷の前に加熱して酵母を殺菌する「火入れ」という作業が必要になる。加熱が弱すぎると、酵母が死滅せず、輸送・保存中に発酵が進んでしまうし、加熱が強すぎると酒としての味を著しく損ねてしまう。温度計などの無い当時は、杜氏が酒に指を入れて温度を見極めるという、経験と勘が必要な作業であった。
御免関東上酒の醸造に携わった関東の造り酒屋は、この火入れのさじ加減をとうとう最後まで体得することが出来なかった。また火入れ後の品質管理が不十分であったとも推測されている。醸造直後にはそれなりに良い味だった酒も、江戸の町に持ち込んで試飲させる頃には品質が変わってしまい、品質の劣る酒ばかり売れてしまったとする記録が残っている。
関東の酒蔵品質が飛躍を見せるのは明治時代後期においてである。

## 周辺産業
下りものに劣らない品質のものを関東でも生産させたいという幕府の政策は、酒以外の商品でも盛んに試みられた。醤油や木綿など、他の品目においてはあるていどの成功を収めた。特に醤油については銚子、野田、土浦などで、後年大成功を収めた。ちなみに関東の醤油は濃口で、時代が下るにつれ「下りもの醤油」はゼロとなった。一般に関西では薄口醤油を好んだ。そのため今日の関東と関西では醤油の味が違うのだともいう。

## 関連語句
- 日本酒
- 下り酒
- 地廻り酒
- 江戸酒問屋